# Manuel Mora Torres
Manuel Mora Torres (1913-2005) fue un anarquista, sindicalista y militar español.

## Biografía
Nacido en Carmona en 1913, fue militante de la CNT. Participó en el Congreso confederal de Zaragoza, en 1936.
Tras el estallido de la Guerra civil se unió a las milicias confederales y, posteriormente, al Ejército republicano. En julio de 1938, de cara a la ofensiva del Ebro, Mora fue nombrado comandante de la 16.ª División del XII Cuerpo de Ejército.  El 27 de julio la división cruzó el Ebro, participando en los combates frente a Villalba de los Arcos.
El 22 de agosto un ataque franquista contra las posiciones de la 16.ª División cerca del vértice «Gaeta» provocó su desbandada, incluido el comandante de la unidad. Manuel Mora estuvo en paradero desconocido durante varias horas, hasta que se presentó en el puesto de mando de la 124.ª Brigada Mixta y le comunicó (falsamente) a Juan Modesto que el avance franquista ya había llegado hasta el río Ebro. Mora fue fulminantemente destituido y sustituido por el comandante Sebastián Zamora Medina.
Tras el final de la contineda marchó al exilio, pasando por Francia y Venezuela —a donde llegó en 1946—.